# Renato Arapi
Renato Arapi (ur. 28 sierpnia 1986 w Durrës) – albański piłkarz grający na pozycji obrońcy. Od 2019 roku jest zawodnikiem klubu Teuta Durrës.

## Kariera klubowa
Karierę piłkarską Arapi rozpoczął w klubie Teuta Durrës. W 2002 roku został zawodnikiem Dinama Tirana i w sezonie 2002/2003 zadebiutował w jego barwach w pierwszej lidze albańskiej. W sezonie 2003/2004 grał w Erzeni Shijak, a w latach 2004–2007 był piłkarzem KS Besa. W sezonie 2006/2007 zdobył z nią Puchar Albanii. W latach 2008–2009 grał w duńskim Silkeborgu IF.
W 2009 roku Arapi wrócił do Albanii, do Besy Kawaja. W 2010 roku zdobył z nią swój drugi w karierze puchar kraju. Latem 2010 odszedł do KS Shkumbini. W nim zadebiutował 22 sierpnia 2010 w zremisowanym 2:2 domowym meczu z KS Kastrioti. W Shkumbini grał do końca 2010 roku.
Na początku 2011 roku Arapi został piłkarzem klubu Skënderbeu Korcza. Swój debiut w nim zaliczył 3 lutego 2011 w zremisowanym 0:0 wyjazdowym spotkaniu z KF Tirana. W sezonach 2010/2011, 2011/2012, 2012/2013, 2013/2014, 2014/2015 i 2015/2016 wywalczył ze Skënderbeu sześć tytułów mistrza Albanii. W czerwcu 2016 trafił do Partizani Tirana, w którym rozegrał mecze kwalifikacyjne do Ligi Mistrzów i Ligi Europy. 23 sierpnia 2016 przeszedł do tureckiego Bolusporu. Potem grał jeszcze w Afjecie Afyonspor. 30 stycznia 2019 powrócił do klubu, w którym trenował jako junior, czyli Teuta Durrës.
| Sezon   | Klub              | Kraj    | Rozgrywki           | Mecze | Bramki |
| ------- | ----------------- | ------- | ------------------- | ----- | ------ |
| 2002/03 | Dinamo Tirana     | Albania | Kategoria Superiore | 1     | 0      |
| 2003/04 | Erzeni Shijak     | Albania | Kategoria e Parë    | 2     | 0      |
| 2004/05 | KS Besa           | Albania | Kategoria Superiore | 0     | 0      |
| 2005/06 | KS Besa           | Albania | Kategoria Superiore | 19    | 1      |
| 2006/07 | KS Besa           | Albania | Kategoria Superiore | 27    | 1      |
| 2007/08 | KS Besa           | Albania | Kategoria Superiore | 15    | 1      |
| 2007/08 | Silkeborg IF      | Dania   | 1. division         | 10    | 0      |
| 2008/09 | Silkeborg IF      | Dania   | 1. division         | 13    | 0      |
| 2009/10 | KS Besa           | Albania | Kategoria Superiore | 32    | 0      |
| 2010/11 | KS Shkumbini      | Albania | Kategoria Superiore | 16    | 0      |
| 2010/11 | Skënderbeu Korcza | Albania | Kategoria Superiore | 15    | 0      |
| 2011/12 | Skënderbeu Korcza | Albania | Kategoria Superiore | 21    | 0      |
| 2012/13 | Skënderbeu Korcza | Albania | Kategoria Superiore | 15    | 1      |
| 2013/14 | Skënderbeu Korcza | Albania | Kategoria Superiore | 30    | 3      |
| 2014/15 | Skënderbeu Korcza | Albania | Kategoria Superiore | 33    | 0      |
| 2015/16 | Skënderbeu Korcza | Albania | Kategoria Superiore | 34    | 1      |
| 2016/17 | Boluspor          | Turcja  | TFF 1. Lig          | 18    | 0      |
| 2017/18 | Boluspor          | Turcja  | TFF 1. Lig          | 27    | 1      |
| 2018/19 | Afjet Afyonspor   | Turcja  | TFF 1. Lig          | 8     | 0      |
| 2018/19 | Teuta Durrës      | Albania | Kategoria Superiore | 15    | 1      |
| 2019/20 | Teuta Durrës      | Albania | Kategoria Superiore | 30    | 1      |

## Kariera reprezentacyjna
W reprezentacji Albanii Arapi zadebiutował 20 czerwca 2011 roku w przegranym 0:4 towarzyskim meczu z Argentyną, rozegranym w Buenos Aires.

## Sukcesy
- Mistrz Albanii: 2010/2011, 2011/2012, 2012/2013, 2013/2014, 2014/2015, 2015/2016
- Puchar Albanii: 2006/2007, 2009/2010, 2019/2020
- Superpuchar Albanii: 2013/2014, 2014/2015, 2020/2021